# Ride Like the Wind
Singles de Christopher Cross
Talkin' About Her
(1976) Sailing
(1980)
Ride Like the Wind est une chanson écrite, composée et interprétée par le chanteur américain Christopher Cross, sortie en single le 15 février 1980. Elle est extraite de l'album Christopher Cross lequel est sorti en décembre 1979.
Premier succès du chanteur, il atteint la 2e place du Billboard Hot 100 aux États-Unis et la 3e place des charts au Canada.
Michael McDonald assure les chœurs de la chanson. Une note sur la pochette intérieure de l'album Christopher Cross indique que la chanson est dédiée à Lowell George, membre du groupe rock Little Feat, décédé en 1979.

## Inspiration
La chanson raconte l'histoire d'un hors-la-loi américain en fuite qui cherche à rejoindre le Mexique. Christopher Cross a déclaré avoir puisé son inspiration dans les westerns et les séries télévisées de son enfance comme The Lone Ranger, et qu'il avait écrit les paroles après avoir consommé du LSD.

## Reprises
Ride Like the Wind a été reprise par des artistes tels que le groupe britannique de hard rock Saxon en 1988 (version qui entre dans le UK Singles Chart), le groupe de dance italien East Side Beat dont la version obtient du succès en Europe en 1991, Montana Sextet feat. Nadiyah (39e en Suisse en 1992), le duo de DJs allemands Michael Mind (65e en Allemagne en 2007), le DJ belge Laurent Wéry (en) featuring Joss Mendosah (26e en Belgique en 2013).

## Classements hebdomadaires
| Classement (1980)              | Meilleure position |
| ------------------------------ | ------------------ |
| Australie (Kent Music Report)  | 25                 |
| Canada (RPM 100 Singles)       | 3                  |
| États-Unis (Billboard Hot 100) | 2                  |
| Nouvelle-Zélande (RMNZ)        | 31                 |
| Royaume-Uni (UK Singles Chart) | 69                 |

| Classement (2001)    | Meilleure position |
| -------------------- | ------------------ |
| Espagne (PROMUSICAE) | 20                 |

| Classement (1988)              | Meilleure position |
| ------------------------------ | ------------------ |
| Royaume-Uni (UK Singles Chart) | 52                 |

| Classement (1991)                      | Meilleure position |
| -------------------------------------- | ------------------ |
| Allemagne (GfK Entertainment)          | 24                 |
| Autriche (Ö3 Austria Top 40)           | 29                 |
| Belgique (Flandre Ultratop 50 Singles) | 4                  |
| France (SNEP)                          | 12                 |
| Irlande (IRMA)                         | 4                  |
| Pays-Bas (Nederlandse Top 40)          | 5                  |
| Pays-Bas (Single Top 100)              | 6                  |
| Royaume-Uni (UK Singles Chart)         | 3                  |
| Suisse (Schweizer Hitparade)           | 23                 |

| Classement (1992)            | Meilleure position |
| ---------------------------- | ------------------ |
| Suisse (Schweizer Hitparade) | 39                 |

| Classement (2007)             | Meilleure position |
| ----------------------------- | ------------------ |
| Allemagne (GfK Entertainment) | 65                 |

| Classement (2013)                      | Meilleure position |
| -------------------------------------- | ------------------ |
| Belgique (Flandre Ultratop 50 Singles) | 26                 |

## Certifications
Christopher Cross
| Pays              | Certification | Date       | Unités certifiées |
| ----------------- | ------------- | ---------- | ----------------- |
| Royaume-Uni (BPI) | Argent        | 13/06/2025 | 200 000           |